# Буджак (Бурдур)
Буджак (тур. Bucak) — город и район в провинции Бурдур (Турция), крупнейший город провинции.

## История
Исторически этот город носил название «Огузхан». Он был переименован в «Буджак» в 1926 году. 